# جرمیا اس. چچیک
جرمیا اس. چچیک (انگلیسی: Jeremiah S. Chechik) (زادهٔ ۱۹۵۱ در کبک، مونترآل) کارگردان کانادایی است. انتقام‌جویان، شیاطین و بنی و جون از جمله فیلم‌های وی هستند.